# La folla (rivista)
La nostra non è più uno stomaco con le mani giunte e gli occhi verso il dio che ha reso divina la miseria. È una testa con la voce imperiosa e col verbo che è tutta una sollevazione: 'ESIGÈ.
Con il senso umano che è in noi e con le teorie che escono dalla vita, noi entriamo nello steccato della LOTTA DI CLASSE ad occupare il nostro posto di combattenti e ad affermare la superiorità fisica e intellettuale della folla che anela all'abolizione dei ricchi e dei poveri.
La bocca del POPOLO sarà il nostro dizionario. La lingua letteraria degli individui è insipida, scolorita, fredda come se uscisse dalla tomba. Quella delle masse è viva, gagliarda, ardente come l'alito di una fornace. Vi si sente il genio collettivo che l'ha riempita d'immagini e di neologismi che la mantengono moderna.
La folla è stato un settimanale politico italiano, di carattere tra la pubblicistica popolare e la letteratura di colportage, fu fondata a Milano nel 1901 da Paolo Valera e fu da questi diretto fino al 1904 e poi dal 1912 al 1915.
Il primo numero della pubblicazione apparve il 5 maggio 1901 e recando subito i propri intenti documentari (qui riportati nel box a fianco).
"La Folla", sulla quale scrisse per la maggior parte lo stesso Valera in persona, rappresenta la frangia più radicale del socialismo lombardo e non ebbe simpatia per il riformismo di Turati.
Sulla copertina del settimanale, di color scarlatto, risaltano gli articoli che il Valera firmava di volta in volta con frasi significative (L'avvocato della folla, Il follaiolo, Il fotografo della folla) e che rappresentano le inchieste sulla vita dei bassifondi, le case di malaffare per la povera gente e gli opulenti ritrovi di piacere per i ricchi, i dormitori pubblici, le carceri e la prostituzione clandestina.
Tutte le piaghe della società italiana post-unitaria sono poste sotto accusa e tutti i luoghi comuni della politica e della letteratura sono sbandierati, documentati e dissacrati.
I follaioli si dichiararono veristi e zoliani, disprezzano Giosuè Carducci per il voltafaccia da repubblicano a monarchico e denunciano il "patriottardo" D'Annunzio e il "guerrafondaio" Ugo Ojetti.